# Zeche Fürst Hardenberg

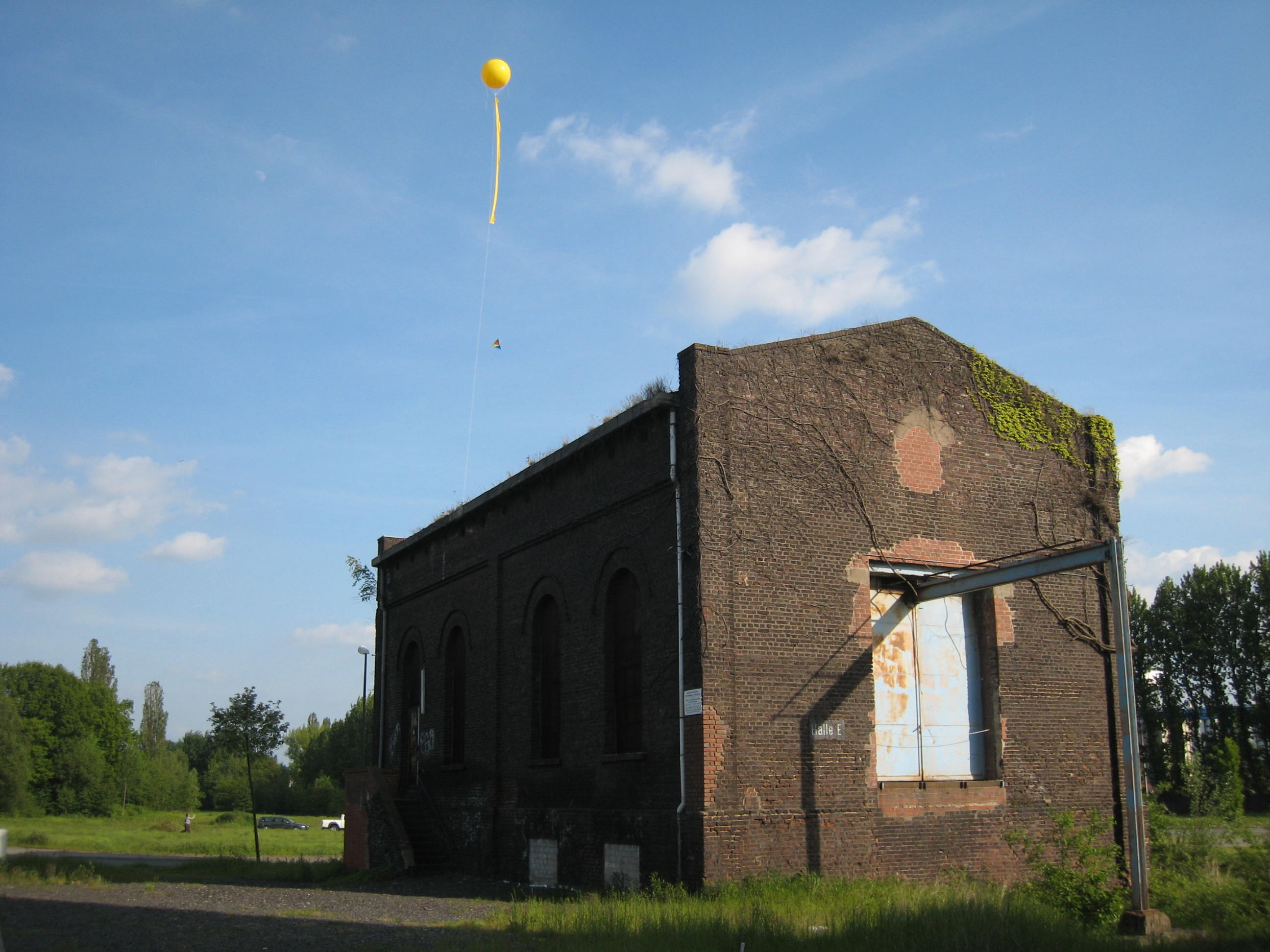
Schachtzeichen über Fürst Hardenberg

Die Zeche Fürst Hardenberg ist ein ehemaliges Steinkohlebergwerk in Dortmund-Lindenhorst. Das Bergwerk wurde benannt nach dem preußischen Staatsmann Karl August Fürst von Hardenberg. Zeitweise wurde das Bergwerk auch Zeche Vereinigte Fürst Hardenberg genannt.

## Geschichte

### Bergrechtliche Formalitäten
Ab 1855 wurden im Raum Dortmund mehrere Mutungen auf einige Grubenfelder eingelegt. Die ersten Mutungen wurden auf die Felder Deusen I und Deusen II eingelegt. Im darauffolgenden Jahr folgten dann die Mutungen auf die Felder Nette I, Deusen III, Deusen IV und Deusen V. Im Jahr 1857 wurde die Mutung für das Feld Nette III eingelegt. Im selben Jahr wurde die Geviertfelder Deusen I bis Deusen IV verliehen. Im Jahr 1858 wurde das Feld Nette II gemutet. Im selben Jahr wurden die Felder Deusen V und Nette I bis Nette III verliehen. Es folgten in den Jahren 1867 und 1868 noch Erweiterungen für die Felder Deusen I bis Deusen V. Im Jahr 1867 umfasste die Berechtsame eine Fläche von 13,2 km2.

### Die Errichtung des Bergwerks
Am 17. Juli des Jahres 1872 wurde die bergrechtliche Gewerkschaft gegründet. Noch im selben Jahr wurde mit den Teufarbeiten für den ersten Schacht begonnen. Am 29. September des Jahres 1873 kam es zu einem Absturz der Teufbühne. Hierbei wurden acht Bergleute getötet. Im Jahr 1874 wurde dann die Gewerkschaft des Steinkohlen- und Eisensteinbergwerks Fürst Hardenberg gegründet. Am 11. April desselben Jahres erfolgte die Konsolidierung zu Vereinigte Fürst Hardenberg. Zu den konsolidierenden Feldern gehörte auch eine Erzberechtsame. Im selben Jahr erreichte der Schacht 1 bei einer Teufe von 170 Metern das Karbon. Im darauffolgenden Jahr kam es bei einer Teufe von 325 Metern zu starken Wasserzuflüssen. Aus diesem Grund wurden die Teufarbeiten eine Zeit lang eingestellt. Am 4. August desselben Jahres wurde ein weiteres Geviertfeld verliehen. Im Jahr 1876 wurden die Teufarbeiten wieder aufgenommen. Bei einer Teufe von 333 Metern (- 261 m NN) wurde zunächst die Wettersohle angesetzt. Kurz darauf wurden dann bei einer Teufe von 412 Metern die 1. Bausohle angesetzt und bei einer Teufe von 430 Metern eine Teilsohle angesetzt. Bei einer Teufe von 452 Metern (- 380 m NN) wurde dann die 2. Bausohle angesetzt. Die Wettersohle wurde später Mittelsohle genannt und die 1. Bausohle und die Teilsohle wurden abgeworfen. Über dem Schacht wurde ein Malakow-Turm aus Ziegelsteinen errichtet.

### Die ersten Betriebsjahre
Noch im Jahr 1876 wurde mit der Förderung von Steinkohle begonnen. Die Förderung konnte in den Folgejahren allmählich gesteigert werden. Im darauffolgenden Jahr erhielt das Bergwerk einen Eisenbahnanschluss. Außerdem wurde in diesem Jahr die Seilfahrt eingeführt. Im Jahr 1879 wurde ein Grubenlüfter installiert. Der wirtschaftliche Einbruch im Bergbau blieb für das Bergwerk nicht ohne Folgen. Dies lag insbesondere daran, dass das Bergwerk noch nicht komplett ausgebaut war. 1881 wurden die Grubenfelder der Zeche Fürst Hardenberg in Lindenhorst mit denen der benachbarten Zeche Minister Stein in Eving zu Vereinigte Stein & Hardenberg zusammengefasst. Dazu wurde eine Gewerkschaft mit 1000 Kuxen gegründet. Das Grubenfeld umfasste nach dem Zusammenschluss eine Fläche von 23 km2. Noch im Jahr 1881 entschloss sich die Gelsenkirchener Bergwerks-Aktien-Gesellschaft (GBAG), das Grubenfeld Vereinigte Stein und Hardenberg käuflich zu erwerben. Allerdings wollte sich die GBAG zuvor über die betrieblichen und wirtschaftlichen Verhältnisse des Bergwerks ein Bild machen und übernahm das Bergwerk für ein Jahr zur Probe. Im Jahr 1882 kam es auf Fürst Hardenberg bei der Seilfahrt zu einem Grubenunglück, bei dem 25 Bergleute ihr Leben verloren.
Nachdem der Probebetrieb zur Zufriedenheit der GBAG abgelaufen war, erwarb die GBAG 995 Kuxe der Gewerkschaft Vereinigte Stein & Hardenberg. Fünf der 1000 Kuxe blieben für mehrere Jahre im Besitz der Disconto-Gesellschaft aus Berlin. Seit dem Jahr 1884 betrieb die Zeche Fürst Hardenberg ein Soolbad, dieses war auch für die Öffentlichkeit geöffnet. Im Jahr 1885 wurde ein Durchschlag zur Zeche Minister Stein erstellt. Dadurch bestand nun eine untertägige Verbindung zwischen beiden Bergwerken. Im Jahr 1888 überließ die Disconto-Gesellschaft der GBAG die restlichen fünf Kuxe. Am 30. November desselben Jahres löste die GBAG die Gewerkschaft Vereinigte Stein und Hardenberg auf. Im Jahr 1897 wurde mit den Teufarbeiten für den Schacht 2 begonnen. Der Schacht wurde neben Schacht 1 angesetzt. Die Teufarbeiten konnten zügig und ohne störende Wasserzuflüsse durchgeführt werden, sodass der Schacht noch im selben Jahr eine Teufe von 160 Metern erreichte. Oberhalb der 2. Bausohle waren die Flöze 4, 5 und 6 in Verhieb. Die Mächtigkeit der drei Flöze lag zwischen einem und zwei Metern. Zu diesem Zeitpunkt gehörte das Bergwerk zum Bergrevier Ost-Dortmund. Im darauffolgenden Jahr erreichte der Schacht 2 bei einer Teufe von 197 Metern das Karbon. Im Jahr 1900 ging der Schacht 2 in Förderung, Schacht 1 war von nun an Wetterschacht.

### Der weitere Ausbau und Betrieb
Im Jahr 1901 wurde das Soolbad stillgelegt. Im Jahr 1945 wurde das vereinigte Bergwerk wieder aufgeteilt in zwei selbstständig fördernde Anlagen. die Konsolidation Vereinigte Stein & Hardenberg blieb jedoch weiterhin bestehen. Die Hauptfördersohle war die 4. Sohle. Diese Sohle lag in einer Teufe von 454 Metern (−380 m NN). Schacht 1 hatte eine Teufe von 564 Meter und Schacht 2 von 560 Meter. Zu diesem Zeitpunkt war mit dem Wetterschacht 6 bereits ein weiterer Schacht vorhanden. Dieser Schacht, der auch Schacht Ernst Brandi genannt wurde, war bis zur 4. Sohle durchschlägig. Im Jahr 1848 wurden die Teufarbeiten an Schacht 2 wieder aufgenommen und der Schacht wurde tiefer geteuft. Im darauffolgenden Jahr wurde bei einer Teufe von 658 Metern (−585 m NN) die 5. Sohle angesetzt. Im Jahr 1950 verfügte das Bergwerk nun über drei Schächte. Davon war ein Schacht für die Förderung und die Seilfahrt, ein Schacht wurde für die Seilfahrt und die Bewetterung genutzt und der dritte Schacht war ein reiner Wetterschacht.

### Die letzten Jahre bis zur Stilllegung
Noch im Jahr 1950 wurde der Wetterschacht 6 an die Zeche Minister Stein abgegeben. Im Jahr 1953 wurde die 5. Sohle weiter ausgerichtet. Im Jahr 1955 wurde die 5. Sohle zur Fördersohle. Im selben Jahr erfolgte der Durchschlag mit dem Wetterschacht Königsmühle der Zeche Hansa. Bereits im Jahr darauf plante die Eigentümergesellschaft, die Dortmunder Bergbau AG, die beiden Bergwerke Minister Stein und Fürst Hardenberg zu einer Zentralschachtanlage auszubauen und zusammenzulegen. Im selben Jahr wurde auf der 5. Sohle von Fürst Hardenberg, zusätzlich zu den bereits vorhandenen Gleisen mit einer Spurweite von 553 Millimetern, ein drittes Gleis verlegt. Dieses Gleis hatte eine Spurweite von 750 Millimetern und sollte als Verbindungsgleis für die Streckenförderung mit Minister Stein dienen. Im Jahr 1957 erfolgte dann auf der 5. Sohle der Durchschlag mit der Zeche Minister Stein. Am 1. Januar des Jahres 1960 wurde die Zeche Fürst Hardenberg von der Zeche Minister Stein übernommen. Am 22. August desselben Jahres erfolgte die Einstellung der Kohlenförderung. Die im Baufeld Fürst Hardenberg abgebauten Kohlen wurden von diesem Zeitpunkt an mit Großraumförderwagen zum Zentralschacht 7 von Minister Stein gefördert und dort nach über Tage gebracht. Im Jahr 1983 wurde der Schacht 1 verfüllt. Im Jahr 1987 wurde mit der Stilllegung der Zeche Minister Stein die Kohlenförderung aus dem Baufeld Fürst Hardenberg mittels Großraumförderwagen beendet.

## Förderung und Belegschaft
Die ersten bekannten Belegschaftszahlen stammen aus dem Jahr 1872, damals waren 64 Bergleute auf dem Bergwerk beschäftigt. Die ersten Förderzahlen stammen aus dem Jahr 1876, in diesem Jahr wurden mit 84 Beschäftigten insgesamt 2350 Tonnen Steinkohle gefördert. Im Jahr 1880 wurden mit 383 Beschäftigten 117.067 Tonnen Steinkohle gefördert. Im Jahr 1881 lag die Förderung bei 130.000 Tonnen Steinkohle. Im Jahr 1885 stieg die Förderung auf 378.000 Tonnen Steinkohle. Die Belegschaftsstärke betrug in diesem Jahr 1270 Beschäftigte. Die maximale Förderung des Bergwerks wurde im Jahr 1950 erbracht. In diesem Jahr wurden mit 3246 Beschäftigten 968.680 Tonnen Steinkohle gefördert. Im Jahr 1955 sank die Förderung auf 911.590 Tonnen Steinkohle, die Belegschaftsstärke lag bei 3030 Beschäftigten. Im Jahr 1959 waren noch 2497 Mitarbeiter auf dem Bergwerk beschäftigt, es wurden 765.528 Tonnen Steinkohle gefördert. Dies sind die letzten bekannten Förder- und Belegschaftszahlen.

## Was geblieben ist
Heute stehen die verbliebenen Tagesanlagen unter Denkmalschutz und wurden von der Stiftung Industriedenkmalpflege und Geschichtskultur im August 2012 an zwei Privatleute verkauft. Der erhaltene Malakow-Turm ist als Baudenkmal in die Denkmalliste der Stadt Dortmund eingetragen. Auf dem Gelände des ehemaligen Bergwerks ist der Logistikpark Fürst Hardenberg entstanden.